# Accord Root-Takahira
L'accord Root-Takahira (高平・ルート協定, Takahira-Rūto Kyōtei)  est signé en 1908 entre les États-Unis et l'empire du Japon en les personnes respectives du Secrétaire d'État américain Elihu Root et de l'ambassadeur japonais Takahira Kogorō. Il s'agit d'un énoncé des politiques de longue date des deux nations, un peu à l'image de l'accord Taft–Katsura de 1905. Ces deux accords reconnaissent les principaux territoires d'outre-mer contrôlés par chaque nation. Aucun n'est un traité et aucune approbation du Sénat n'est nécessaire.
Signé le 30 novembre 1908, l'accord Root-Takahira consiste en une reconnaissance officielle du statu quo territorial à compter de novembre 1908, de l'affirmation de l'indépendance et de l'intégrité territoriale de la Chine (selon la doctrine de la porte ouverte proposée par John Hay), du maintien du libre-échange et de l'égalité des chances commerciales, de la reconnaissance japonaise de l'annexion américaine de la république d'Hawaï et du contrôle des États-Unis sur les Philippines, et de la reconnaissance américaine du contrôle du Japon sur la Corée et la Mandchourie, ainsi que de l'assentiment du Japon à des limitations sur l'immigration japonaise en Californie.
Avec avoir vaincu l'Espagne pendant la guerre hispano-américaine, les États-Unis sont devenus une puissance majeure en Asie de l'Est. L'annexion américaine d'Hawaï et les politiques économiques agressives en Chine sont de plus en plus perçues comme une menace par le gouvernement japonais. Le gouvernement américain, en revanche, est de plus en plus préoccupé par les ambitions territoriales japonaises au détriment de la Chine et par la modernisation et le renforcement de la marine impériale japonaise au lendemain de la guerre russo-japonaise. Un fort sentiment anti-japonais en Californie provoque la colère du Japon, mais cela est résolu par l'accord nippo-américain de 1907. La Grande flotte blanche de cuirassés américains visite le Japon en octobre 1908. Le président Theodore Roosevelt a à l'origine l'intention de souligner la supériorité de la flotte américaine sur la petite marine japonaise, mais le ressentiment de la part des visiteurs est accueilli joyeusement par l'élite et le public japonais quelques jours avant les discussions de l'accord Root–Takahira. Cependant, le rapprochement du Japon avec la Russie après 1907 et ses investissements économiques croissants en Mandchourie font que l'accord entraîne un affaiblissement de l'influence américaine et un plus grand contrôle japonais sur la Chine.